# Acidemia metilmalônica
Acidemia/acidúria metilmalônica(pt-BR) ou Acidemia/acidúria metilmalónica(pt-PT?) é uma doença metabólica hereditária caracterizada pela incapacidade do corpo em processar corretamente certos lipídios e proteínas. Esse distúrbio resulta no acúmulo de ácido metilmalônico no sangue e nos tecidos, o que pode causar uma variedade de problemas de saúde, incluindo sintomas neurológicos e metabólicos graves

## Causas
A acidemia metilmalônica é causada por mutações nos genes responsáveis pela produção das enzimas metilmalonil-CoA mutase (MUT), cobalamina A(MMAA), cobalamina B (MMAB), e cobalamina D (MMADHC), entre outros. Essas enzimas são essenciais para o metabolismo correto da vitamina B12 e para a conversão de metilmalonil-CoA em succinil-CoA, um passo crucial no Ciclo de Krebs. A deficiência ou mau funcionamento dessas enzimas leva ao acúmulo de ácido metilmalônico.

## Sintomas
Os sintomas da acidemia metilmalônica podem variar de leves a graves e geralmente se manifestam nos primeiros meses de vida. Os sintomas comuns incluem vômitos, desidratação, hipotonia (fraqueza muscular), letargia e falha no crescimento. Em casos mais severos, a doença pode levar a complicações neurológicas, como convulsões, encefalopatia, e retardo no desenvolvimento.

## Diagnóstico
O diagnóstico da acidemia metilmalônica é feito através de exames laboratoriais que medem os níveis de ácido metilmalônico no sangue e na urina. Testes genéticos também podem ser realizados para identificar mutações nos genes associados à doença. Além disso, a análise de gases sanguíneos pode revelar acidose metabólica, uma condição comum em pacientes com acidemia metilmalônica.

## Tratamento
O tratamento da acidemia metilmalônica envolve uma combinação de mudanças na dieta, suplementação de vitaminas e medicamentos. A dieta é geralmente restrita em proteínas para reduzir a produção de ácido metilmalônico. Suplementos de vitamina B12 (hidroxicobalamina) podem ser eficazes em alguns pacientes, especialmente aqueles com dificuldade no metabolismo da cobalamina. Em casos graves, pode ser necessário o transplante de fígado ou de rim.

## Prognóstico
O prognóstico para indivíduos com acidemia metilmalônica varia dependendo da gravidade da doença e da eficácia do tratamento. Com intervenção precoce e tratamento adequado, muitos pacientes podem levar uma vida relativamente normal. No entanto, complicações neurológicas e metabólicas podem persistir e requerer acompanhamento médico contínuo.